# Comitato di Ugocsa
Il comitato di Ugocsa (in ungherese Ugocsa vármegye) è stato un antico comitato del Regno d'Ungheria, oggi diviso tra Romania settentrionale e Ucraina subcarpatica. Capoluogo del comitato era Nagyszőlős, oggi nota col nome ucraino di Vynohradiv.
Il comitato era uno dei più piccoli e meno popolati del regno; confinava con gli altri comitati di Bereg, Szatmár e Máramaros.

## Storia
Il comitato rimase ungherese finché il Trattato del Trianon (1920) non lo spartì fra la neonata Cecoslovacchia (cui toccò la parte settentrionale, incluso il capoluogo) ed il regno di Romania.
Con il Secondo arbitrato di Vienna (1940) l'Ungheria si annetté il territorio ed il comitato di Ugocsa venne ripristinato; tale parentesi ebbe però fine dopo la seconda guerra mondiale, con la sostanziale differenza che la parte ex-cecoslovacca venne assegnata all'URSS, e precisamente alla Repubblica Socialista Sovietica Ucraina, di cui ha seguito le sorti.
La parte romena fa invece parte dell'attuale distretto di Satu Mare.